# Erick Morillo
 (janvier 2024).
Si vous disposez d'ouvrages ou d'articles de référence ou si vous connaissez des sites web de qualité traitant du thème abordé ici, merci de compléter l'article en donnant les références utiles à sa vérifiabilité et en les liant à la section « Notes et références ».
Pour les articles homonymes, voir Morillo (homonymie).
Erick Morillo, né le 26 mars 1971 à New York et mort le 1er septembre 2020 à Miami Beach, est un DJ, producteur discographique et propriétaire de labels, colombo-américain.
Ayant produit sous de nombreux pseudonymes dont Ministers De la Funk, The Dronez, RAW, Smooth Touch, RBM, Deep Soul, Club Ultimate et Lil' Mo Ying Yang, il est surtout connu pour son travail international dans la musique house, en particulier pour le label Strictly Rhythm, et le tube de 1993 I Like to Move It, produit sous le pseudonyme de Reel 2 Real et connu grâce à ses apparitions dans des pubs et films, ainsi que pour la vente de sonneries mobiles.

## Biographie et carrière

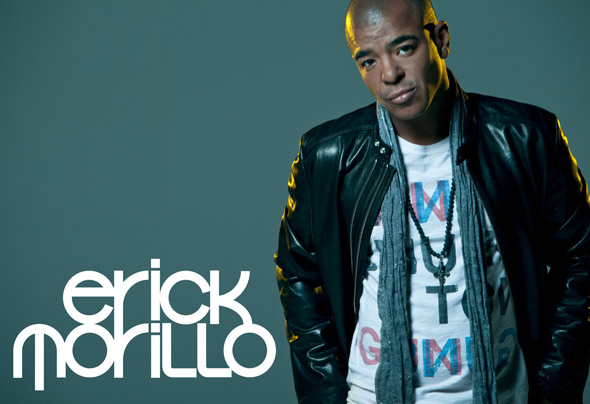
Erick Morillo

Erick Morillo a grandi en Colombie et à Jersey City (New Jersey) où il a intégré les écoles catholiques de Saint Joseph et Michael. Il sort diplômé de l'Emerson High School dans la ville d'Union City (New Jersey) en 1989. Ses influences musicales sont des rythmes latinos, le reggae et le hip-hop.
Erick Morillo commence sa carrière à l'âge de 11 ans, mixant dans de petites soirées locales et en payant ses dettes en animant des fêtes les jours de congé pour sa famille et ses amis. Après avoir vu la publicité à la télévision du Centre des Arts Mediatiques de New York, Erick Morillo intègre l'établissement dans le but d'apprendre l’ingénierie audio. En travaillant dans une boîte de proximité, Weehawken dans le New Jersey, Erick Morillo rencontre la star latino El General, avec qui il devient ami. Les deux collaborent en 1992 sur le single “Muevelo”, un mélange de reggae, de musique house, et d'un sample du single “Anasthasia” des T99. Le single est certifié disque de platine, et les productions d'Erick Morillo deviennent la base de la musique de club latino.
Il décide alors de diversifier sa musique, et devient ami avec l'auteur-interprète alors inconnu Marc Anthony, qui le présente à son partenaire et auteur de l'hymne de la house “Ride On The Rhythm”, Little Louie Vega, qui conseille à Erick Morillo de se concentrer sur les voix.

### Reel 2 Real etI Like to Move It
Erick Morillo crée un nouveau pseudonyme, Reel 2 Real, signé par le label Strictly Rhythm. La première sortie de Morillo pour Strictly Rhythm est The New Anthem, qui fréquente les clubs et les charts et qui génère pour Morillo une attention considérable.
Il surpasse ce succès avec le tube de 1993 I Like to Move It, de la house latino avec les voix reggae du rappeur natif de Trinité-et-Tobago Mark Quashie (connu sous le pseudonyme de The Mad Stuntman). I Like to Move It devient un tube international, diffusé sur les ondes de toutes les grandes radios, atteignant la 69e place du Hot 100, la 5e du UK Singles Chart et faisant de Morillo un millionnaire. Entre I Like To Move It et House Of Love (une chanson sortie dans le cadre du Smooth Touch), classée 1re du classement Hot Dance Music/Club Play, Erick Morillo voyage à travers le monde, souvent en Europe, où il enregistre pour MTV Europe et les États-Unis, où il retourne pour la promotion de ses productions.
En 1994, I Like to Move It est utilisé pour une série de publicités télévisuelles pour la League Nationale de Basketball australienne. Dans les années 1990, la chanson est utilisée dans des publicités pour les confiseries Chewits , où les paroles I Like to Move It (J'aime le bouger) deviennent I like to chew it (J'aime le mâcher"). La chanson sera utilisée plus tard dans le film d'animation de Dreamworks, Madagascar, sorti en 2005, refaisant une nouvelle fois de ce titre un tube planétaire. La même année, la chanson est reprise par Crazy Frog et sort comme sonnerie ainsi que sur l'album Crazy Frog Presents Crazy Hits.
Reel 2 Real a sorti d'autre titres classés dans les charts, où figurent les voix "The Mad Stuntman", Barbara Tucker, Charlotte Small ou encore Proyecto Uno. La fortune accumulée par Morillo grâce à ses deux albums sous le pseudonyme de Reel 2 Real est estimée à 2 millions de dollars.

### De Reel 2 Real à Subliminal
Craignant que le succès financier de Reel 2 Real dont le tube I Like to Move It affecte sa créativité et sa crédibilité dans la rue, Erick Morillo abandonne Reel 2 Real en 1996. Après quoi, il passe quelques années à essayer de devenir un véritable DJ underground, dont il est un des cinq mieux payés dans le monde.
Son désir de produire de la véritable musique house et de se distancer de la musique pop de Reel 2 Real se traduit par le succès de Jazz It Up produit sous le nom The Erick Morillo Project (Le Projet d'Erick Morillo). Erick Morillo et Louie Vega collaborent sous le nom de groupe Lil’ Mo’ Ying Yang et sortent en 1995 le single Reach. Erick Morillo avait l'intention de faire un troisième album pour Reel 2 Real, mais sa relation avec The Stuntman dégradée, le projet est abandonné.
À la fin de son contrat avec Strictly Rhythm, Erik Morillo suit les conseils Mark Finkelstein (directeur de Strictly), que Morillo qualifie de “personne juste et maître du buisness”, et décide de l'ouverture d'une compagnie de gestion "Double Platine" en 1997, avec comme collègues les DJs et producteurs Jose Nunez, Harry Choo Choo Romero, Carlos Sosa (aka “DJ Sneak”) et Junior Sanchez, et sa propre empreinte : Subliminal Records. Son premier single sous le label est "Fun", en collaboration avec la diva de Chicago Dajae, qui entraine des réponses positives aux sondages et qui crée un véritable buzz de l'autre côté de l'Atlantique. Dajae refuse de signer un contrat avec Subliminal et la vocaliste Jocelyn Brown est amenée à ré-enregistrer les voix. La collaboration de Brown est connue comme “Da Mob" et leur version de "Fun" devient le 1er du classement Hot Dance Music/Club Play du Billboard Magazine. Cependant, peu après, DJ Sneak quitte le groupe pour monter sa propre compagnie de gestion à Toronto et Junior Sanchez et Roger S. montent la leur ensemble. Le nouveau trio Morillo, Romero et Nunez forme le nouveau noyau de Subliminal Records et ils nomment alors leur groupe The Dronez. Avec le label Subliminal, basé à Weehawken, New Jersey, Morillo tente de trouver l'équilibre entre sa respectabilité « underground » et son succès financier. Le trio remporte le prix du Remaster de l'Année de Muzik Magazine en 1999. En 2004, il sort un album sous son vrai nom, My World, où figurent des collaborations avec des artistes tels que Sean “Diddy” Combs qui collabore avec Morillo sur trois pistes. Le label en engendre d'autres tels que Sondos, Subliminal Soul, Bambossa and SUBUSA. Subliminal est dépendant de Strictly jusqu'en 2002, date ou Strictly cesse ses activités. Aujourd'hui, Subliminal est entièrement indépendant, bien que Strictly Rhythm ait rouvert ses portes en 2007.

### Boîtes de nuit
À la fin des années 1990, Erik Morillo achève une tournée américaine et sa boîte de nuit, surnommée “ Subliminal Night ”, est créditée de nouvelles scènes de clubs en faillite qu'il réanime seul, un exploit qu'il a accompli en signant Danny Tenaglia, Darren Emerson, Bob Sinclar, Derrick Carter, Tiger Tim Stevens, Mark Farina et Tony Humphries qu'il invite sous les projecteurs. Morillo anime également d'autres clubs à travers le monde, comme ses " Sessions " hebdomadaires à New York, la Cobar Party annuelle à Miami(ULTRA), et ses Subliminal Sessions au Pacha à Ibiza, élues " Meilleur Club International " de 2002 et " Meilleure Fête d'Ibiza " de 2001 par Muzik magazine. Ibiza est également là où Erik Morillo est couronné " Meilleur DJ International " en 2002 et " Meilleur DJ House " en 1999 et 2001 aux Pacha Ibiza Awards. Il est connu pour avoir joué 30 concerts par mois dans des endroits incluant la Grèce, Malte, Amsterdam, Londres, Madrid, Belfast et la Russie. Le travail accordé à Morillo le plus mémorable était celui sur l'Île Blanche d'Ibiza après les attaques du 11 septembre 2001 :
« Je devais jouer dans une fête privée du Space Terrace juste après le 11 septembre. J'ai fini la nuit avec New York, New York de Frank Sinatra. Les gens pleuraient et portaient le drapeau américain, tout le monde chantait. C'est mon souvenir le plus émouvant en tant que DJ ».
En plus de ses apparitions sur MTV UK, Morillo a également présenté MTV Ibiza pendant deux ans, a décerné le UK’s Dancestar Awards et a tenu le rôle principal dans une série en 7 parties sur Channel 4 qui documente ses voyages dans le monde en tant que DJ.

### Problèmes judiciaires
Alors qu'Erik Morillo continuait sa tournée en décembre 2008, il est arrêté pour possession de cocaïne à l'aéroport international de Glasgow. Il comparait libre le 22 décembre. Il est relâché de prison avec l'ordre de retourner en Écosse pour une période d'essai en mars 2009.
Le 6 août 2020, Morillo est arrêté et inculpé pour agression sexuelle sur une femme. En décembre 2019, Morillo et son accusatrice travaillaient en tant que DJs lors d'une fête privée sur Star Island à Miami Beach, puis se sont rendus à son domicile à Miami Beach. Elle déclare aux détectives qu'elle avait trop bu, avait perdu connaissance seule dans une chambre, et s'était réveillée nue avec lui à côté d'elle, également nu. Un test de kit de viol réalisé sur la femme a donné un résultat positif pour l'ADN de Morillo,. Morillo nie l'accusation, mais se rend à la police sur les conseils de son avocat.
Il devait comparaître devant le tribunal le 4 septembre, mais est retrouvé mort à son domicile le 1er septembre. Une autopsie conclut à une intoxication de kétamine associée avec d'autres drogues (MDMA et cocaïne), sans exclure non plus des séquelles d'un covid. Peu de temps après sa mort, au moins neuf femmes rapportent des récits dans lesquels elles déclarent que Morillo les a violées ou agressées sexuellement. Le producteur Dave Lambert a également relaté des récits qui lui ont été rapportés par d'autres femmes.

## Discographie

### Singles
- 1992 : The New Anthem (Funky Budda) (Reel 2 Real)
- 1992 : Muevelo (Reel 2 Real)
- 1992 : Te Ves Buena (Reel 2 Real)
- 1993 : I Like to Move It (Reel 2 Real)
- 1993 : Latin Flavor (R.B.M.)
- 1993 : Gettin' Me Hot (Platinum Crew)
- 1993 : Carnival '93 (Club Ultimate)
- 1993 : The Boy (R.B.M)
- 1993 : Rhythmz (Deep Soul)
- 1993 : Unbe (R.A.W.)
- 1993 : House Of Love In My House (Smooth Touch)
- 1993 : Go On Move (Reel 2 Real)
- 1995 : Carnival '95 (Club Ultimate)
- 1995 : Reach (Lil Mo' Yin Yang)
- 1995 : Conway (Reel 2 Real)
- 1996 : Dime Si Son Latinos (Reel 2 Real feat. Proyecto Uno)
- 1996 : Mueve La Cadera (Reel 2 Real feat. Proyecto Uno)
- 1996 : Jazz It Up (Reel 2 Real)
- 1996 : Are You Ready For Some More (Reel 2 Real)
- 1997 : Fun (Da Mob feat. Jocelyn Brown)
- 1997 : Partay Feeling (B-Crew)
- 1997 : Tripping (Smooth Touch)
- 1998 : It's All Good (Da Mob feat. Jocelyn Brown)
- 1998 : Distortion (Pianoheadz)
- 1999 : Believe (Ministers De-La-Funk feat. Jocelyn Brown)
- 2002 : Come Make Me Over
- 2003 : Dancin' (Erick Morillo feat. Harry "Choo Choo" Romero & Jose Nunez)
- 2004 : Refresher (Time Of Your Life)
- 2004 My World (Erick Morillo feat. P. Diddy)
- 2005 : Break Down The Doors (Erick Morillo feat. Audio Bullys)
- 2005 What Do You Want (Erick Morillo feat. Terra Deva)
- 2005 Waiting In The Darkness (Erick Morillo feat. Leslie Carter)
- 2006 : Jazz In Your Face
- 2006 Call Me (The Dronez feat. Shawnee Taylor)
- 2006 Tonite (MNM feat. Shawnee Taylor)
- 2006 Dance I Said (Erick Morillo feat. P. Diddy)
- 2007 : Life Goes On (Richard Grey vs. Erick Morillo feat. Jose Nunez & Shawnee Taylor)
- 2008 : Make A Move (Harry "Choo Choo" Romero feat. Erick Morillo & P. Diddy)
- 2008 Where Are You Now? (Dj Dlg feat. Erick Morillo)
- 2011 : Live Your Life (Erick Morillo & Eddie Thoneick feat. Shawnee Taylor )
- 2011 Stronger
- 2012 : Elephant (avec Alexandra Burke)
- 2013 : Addicted  : J.Nunez & E. Morillo feat. S.Taylor
- 2013 Bang Erick Morillo & Harry Romero
- 2013 The Porno E.Morillo H.Romero J.Nune
- 2013 Conga Lust E.Morillo H.Romero J.Nunez
- 2013 Give It Up E.Morillo H.Romero J.Nunez feat. C.Fisher
- 2013 Jungle Blood E.Morillo H.Romero J.Nunez & SJRM
- 2013 Palos & Drums E.Morillo H.Romero J.Nunez
- 2013 My Melody : E.Morillo H.Romero J.Nunez feat S.Taylor
- 2014 : Let The Freak Out, Carnage, E.Morillo, H.Romero feat. Mr.V
- 2015 : Trapped: Erick Morillo Limitless Part 2
- 2015 I Want You Erick Morillo Limitless Part 1
- 2015 Something for Carl Cox : Erick Morillo
- 2015 The Restorer Erick Morillo ft. Harry Romero
- 2015 Devotion E.Morillo & H. Romero feat. S.Taylor
- 2016 : Better Life:Junolar E.Morillo DJ Eako & Miss McClore
- 2016 This Is How We Do It Erick Morillo & Junolarc
- 2016 Thunder & Lightning Erick Morillo feat. Eli & Fur
- 2016 Better Life Junolarc, Erick Morillo & DJ Eako feat Miss Msclore
- 2016 Oooh Erick Morillo feat. Angel Taylor
- 2016 Polar Bear Erick Morillo
- 2016 Lost In You Erick Morillo vs Eddie Thoneick ft Angel Taylor
- 2016 Blinded Erick Morillo & Junolarc
- 2016 The Edge Erick Morillo
- 2017 : Take Me Higher 2017 Mischa Daniels & Erick Morillo
- 2017 Don't Belong Junolarc & Erick Morillo feat. Ora Solar
- 2017 No End Erick Morillo feat. Kylee Katch
- 2017 Gone Erick Morillo, Junolarc & Chris Child feat. Ora Solar
- 2017 Waves Kryder & Erick Morillo

### Remixes
- 1993 : Yolanda - Reality
- 1993 Whoomp There It Is - Tag Team
- 1995 : One Moment In Time - Stex
- 1995 What I Need - Crystal Waters
- 1996 : Keep It Up - Hipgrinders
- 1997 : Dreams - Smokin' Beats
- 1997 Fly Life - Basement Jaxx
- 1998 : She Wants You - Billie
- 1998 Found A Cure - Ultra Naté
- 1998 In My Life - Josè Nuñez
- 1998 Good Love - Richard F.
- 1998 Ain't No Mountain High Enough - Jocelyn Brown
- 1999 : Don't Call Me Baby - Madison Avenue
- 1999 Disco Babes From Outer Space - Babe Instinct
- 1999 Bailamos - Enrique Iglesias
- 1999 Not Over You Yet - Diana Ross
- 1999 Red Alert - Basement Jaxx
- 1999 Big Love - Pete Heller
- 1999 Hold On - Josè Nuñez
- 2000 : Welcome To The Jungle - Thick Dick
- 2000 My Only Love - Bob Sinclar
- 2000 Scream & Shout - The Committee
- 2000 I Feel For You - Bob Sinclar
- 2000 Brasil Over Zurich - Tanga Chick
- 2000 Sunday Shouting - Johnny Corporate
- 2000 I'm Your Baby Tonight - Whitney Houston
- 2001 : Sexual Revolution - Macy Gray
- 2001 I'm So Crazy - Par-T-one
- 2001 Keep On Touchin' Me - Jaimy & Kenny D.
- 2001 Keep The Love - Money Chocolate
- 2001 Austin's Groove - Kid Crème
- 2001 You & Me - LL Cool J
- 2001 Close to My Heart (Ano Natsu no Mama de) - Misia
- 2001 Last Dance - Superfunk
- 2002 : Air Race - Josè Nuñez
- 2002 Thrill Me - Junior Jack
- 2002 Lady - Modjo
- 2003 : Born Too Slow - The Crystal Method
- 2004 : What Happened - Harry "Choo Choo" Romero
- 2005 : Father - Anthony Rother

### Article de presse
- (en) Darren Ressler, « Erick Morillo Shakes Up New York », Mixer magazine, avril 2000.